# 廷卡·伊斯顿
廷卡·伊斯顿（英語：Tinka Easton，1996年6月15日—），澳大利亚女子柔道运动员。她曾代表澳大利亚参加2022年英联邦运动会柔道比赛，获得女子52公斤级金牌。